# Scheckente

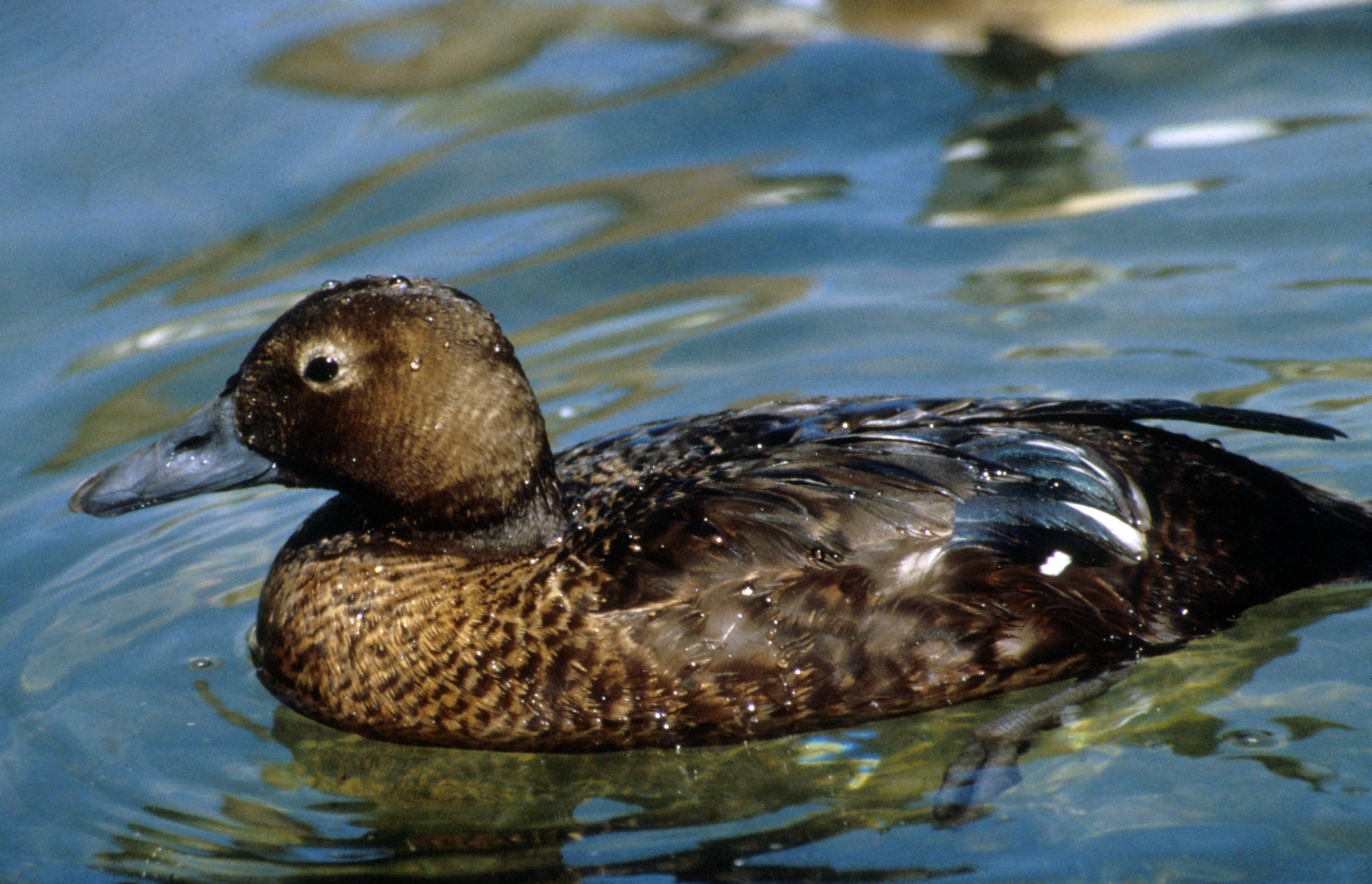
Weibliche Scheckente

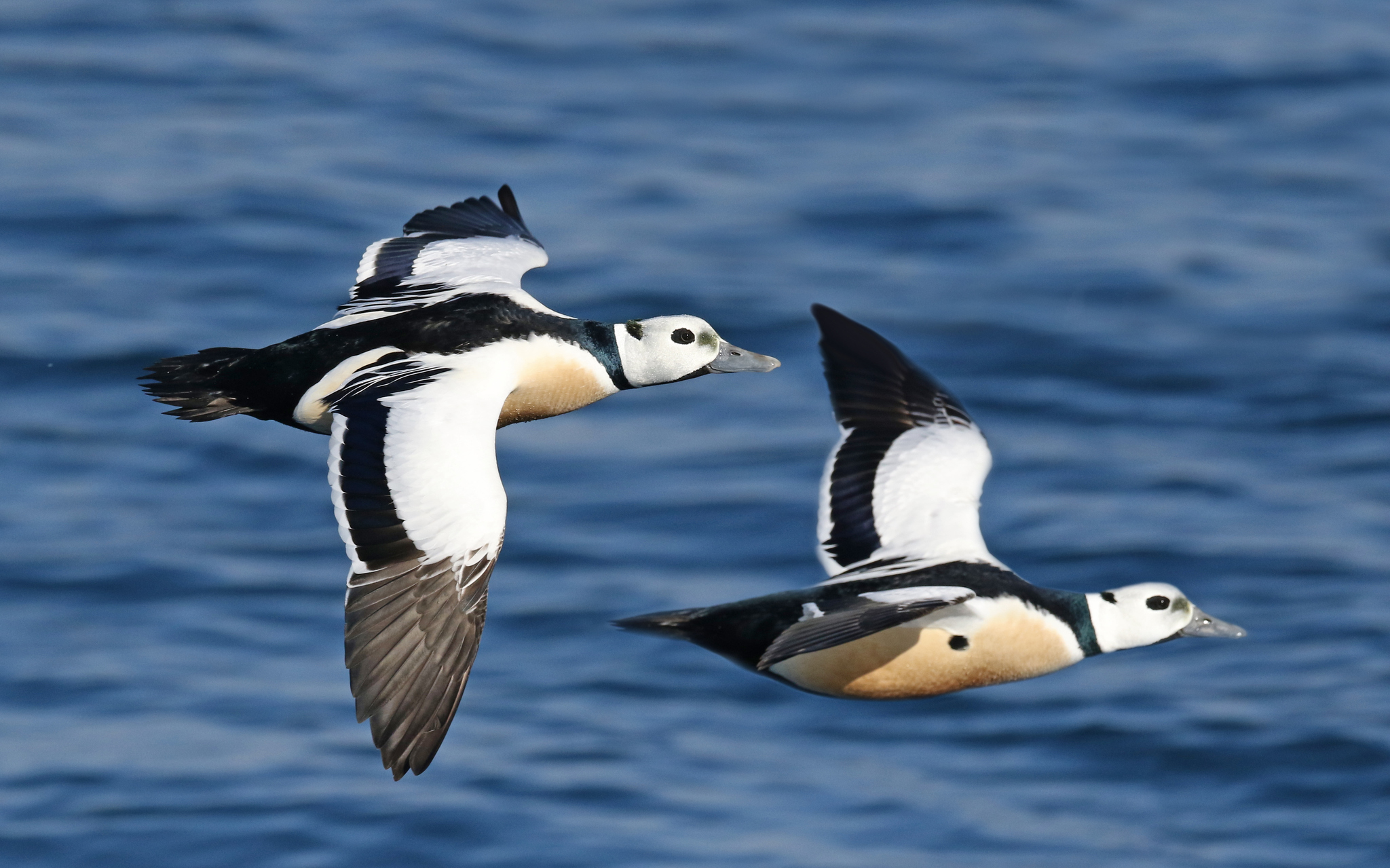
Zwei männliche Scheckenten im Flug

Die Scheckente (Polysticta stelleri) ist ein Vogel aus der Familie der Entenvögel. Verwandtschaftlich steht sie den Eiderenten nahe. Sie wird allerdings einer eigenen Gattung zugeordnet. Ihr runder Kopf und ihr zierlicher Schnabel verleihen ihr eher das Aussehen einer Gründelente.
Scheckenten haben ihr Hauptverbreitungsgebiet am Beringmeer. Sie kommen überwiegend im Bereich der Flussmündungen der arktischen Flüsse vor. Der weltweite Bestand dieser Ente, die in geringer Zahl auch in der Ostsee überwintert, hat in der letzten Hälfte des 20. Jahrhunderts um 40 Prozent abgenommen, Ende des 20. Jahrhunderts wurde er auf 220.000 Individuen geschätzt. Außerhalb der Fortpflanzungszeit versammeln sich Scheckenten in großen Schwärmen; Mausertrupps können mehr als 50.000 Individuen umfassen.
Scheckenten sind in Mittel- und Westeuropa sehr seltene Irrgäste. So wurden an den Küsten Mecklenburg-Vorpommerns und Schleswig-Holsteins zwischen 1975 und 1997 insgesamt 27 mal Scheckenten beobachtet. In Polen wurde im März 1987 unter anderem ein Trupp von 65 Individuen gesehen.

## Erscheinungsbild
Scheckenten haben eine Körperlänge von 43 bis 47 Zentimetern und wiegen dann 650 und 900 Gramm. Die Art weist einen ausgeprägten Geschlechtsdimorphismus auf: Beim Männchen sind der Kopf und der Bauch weiß bis gelbbraun. Der Rücken ist dunkel gefärbt. Die Armdecken sind weiß. Der Spiegel ist dunkel stahlblaugrün mit einer breiten weißen Endbinde. In der Nähe der Schnabelwurzel befindet sich ein diffus abgegrenzter hellgrüner Fleck. Das Auge ist von einem schwarzen Augenfleck umgeben. Männliche Scheckenten haben außerdem einen breiten schwarzen Halsring. Die schwarzen und weißen Schulterfedern sind verlängert, so dass sie über die zusammengelegten Flügel fallen. Im Ruhekleid gleicht das Männchen weitgehend dem Weibchen und weist wie dieses ein gelb- und rotbraunes Gefieder auf. Die verlängerten Schulterfedern sind jedoch auch im Ruhekleid deutlich abwärtsgebogen. Die Flügel weisen dieselben weißen Decken auf, wie sie auch im Prachtkleid zu beobachten sind.
Im Flugbild sind die Flügel der männlichen Scheckente auffällig schwarzweiß. Der dunkle Spiegel wirkt vor dem Hintergrund der weißen Armschwingen wie ein schmaler, schwarzer Bügel.
Das Weibchen ähnelt einer weiblichen Stockente, ist aber dunkler. Die Gefiederfärbung ist wie bei Weibchen der Eiderenten eher gelb- und rotbraun. Deutlich sichtbar ist ein Augenring. Die Endsäume der großen Decken und die Armschwingen sind weiß. Weibchen der Scheckente weisen außerdem einen auffällig blauweißen Spiegel auf. Er ist besonders gut im Flug zu erkennen.
Die Küken haben ein dunkel sepiabraunes Daunenkleid mit auffallend dichten und relativ langen Daunen. Die Augengegend, ein Augenstreif sowie das Kinn und die Kehle sind gelblich braun. Die Körperunterseite ist schmutzigweiß. Sie weisen ansonsten keine helle Fleckung auf. Junge, noch nicht geschlechtsreife Scheckenten haben ein rotbraunes Mantelgefieder wie die Weibchen. Bei den männlichen Jungenten findet sich der stahlblaue Spiegel bereits angedeutet. Im ersten Prachtkleid der jungen Erpel finden sich im Kehl- und Halsbereich schwarze Federn. Auf den Schultern haben sie noch weißgerandete und auf Brust und Flanken rahmgelbe Federn. Im zweiten Prachtkleid ähneln sie bereits weitgehend den ausgewachsenen männlichen Scheckenten. Die Übergänge zwischen den einzelnen Farbpartien sind allerdings noch diffus und weniger klar gezeichnet. Die kleinen und die mittleren Armdecken sind noch graubraun.

## Verbreitungsgebiet und Lebensraum
Das Verbreitungsgebiet der Art liegt in der Arktis zwischen der russischen Taimyr-Halbinsel und Alaska. Das Hauptverbreitungszentrum liegt östlich des Flusses Chatanga. Große Populationen befinden sich beispielsweise im Delta der sibirischen Flüsse Lena und Indigirka. Die Population an der Küste Alaskas ist verglichen mit der sibirischen klein. Ihr Schwerpunkt liegt bei Barrow. Für die westliche Paläarktis gibt es einige wenige Brutnachweise für die Halbinsel Kola und das Weiße Meer. Etwa fünf bis fünfzig Brutpaare brüten auch in Nordnorwegen. Nicht brütende Scheckenten halten sich ganzjährig in den Schelfmeeren auf und präferieren dabei die Mündungsgebiete arktischer Flüsse. Auch die brütenden Scheckenten leben außerhalb der Brutzeit auf offenem Meer.
Während des Winterhalbjahrs hält sich die Scheckente im Nordpazifik von Alaska über die Aleuten bis nach Kamtschatka auf. Gelegentlich erreicht sie in dieser Zeit auch die nordjapanische Küste und wandert entlang der kanadischen Küste bis zur kanadischen Provinz British Columbia. Als Irrgast taucht sie gelegentlich auch an der Baffininsel, an der grönländischen Küste oder am Sankt-Lorenz-Strom auf. Scheckenten sind ausdauernde Flieger und erreichen gelegentlich auch Nordeuropa. Zu den Überwinterungsplätzen zählt das norwegische Varangerfjord, die Halbinsel Kola, die Küste vor der litauischen Stadt Palanga und die Küste vor der estnischen Insel Saaremaa. Es handelt sich bei diesen Überwinterungsgästen vermutlich um die wenigen Scheckenten, die westlich des Flusses Chatanga brüten. Die Anzahl der Enten, die in der Ostsee überwintern, hat in den letzten Jahren zugenommen. Der europäische Winterbestand beträgt etwa 7.700 bis 20.000 Individuen. Die in Norwegen überwinternden Scheckenten präferieren Küstenabschnitte mit sanft abfallendem Profil und suchen meist in einer Uferentfernung von weniger als 200 Metern nach Nahrung. Sie verlassen im Mai das norwegische Überwinterungsgebiet, um zurück in die Brutgebiete zu ziehen.
Als Brutgebiet nutzt die Scheckente die Tundra. Scheckenten wandern in großen Schwärmen im Frühjahr bis Frühsommer nach Norden. Sie erreichen dabei etwa Mitte Juni die Beringstraße. Sobald die Brutgebiete eisfrei sind, beginnen sie mit der Fortpflanzung.

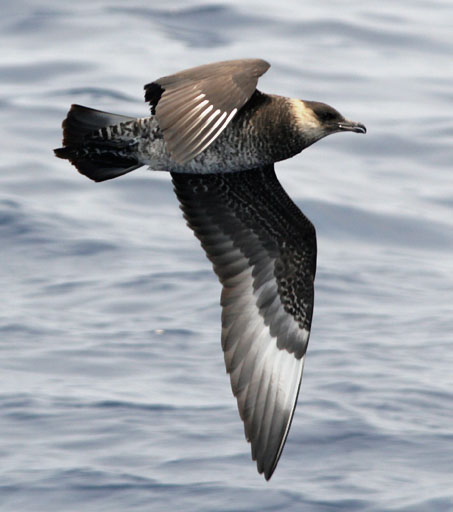
Scheckenten nisten häufig in den Brutterritorien von Spatelraubmöwen.

## Fortpflanzung
Scheckenten brüten in der Regel an kleinen Tundraseen und -teichen. Sie sind dabei vor allem in der Bülten- und Torfhügeltundra zu finden. Gelegentlich bilden sie kleine Kolonien. Die größte bekannte Kolonie befand sich in der Nähe des Flusses Lena und umfasste 63 Nester. Das aus Gras und Dunen gebaute Nest liegt versteckt in der Nähe des Gewässers. Sowohl im Lena-Delta als auch in den Brutgebieten von Barrow, Alaska, brüten Scheckenten bevorzugt in der Nähe von Spatelraubmöwen. Jahre mit überdurchschnittlichem Bruterfolg fallen meist mit den Gradationsjahren von Lemmingen zusammen.
Das Gelege der Scheckente besteht in der Regel aus fünf bis acht Eiern, die von helloliver Farbe sind. Geht das Gelege verloren, legen die Weibchen ein zweites Gelege, das aber nur zwischen drei und sechs Eier umfasst. Es brütet allein das Weibchen. Die Inkubationszeit beträgt 26 bis 27 Tage. Das Männchen verbleibt bis zum Beginn der Brut noch in der Nähe des Weibchens, verlässt dieses aber dann, um in die Mausergebiete zu ziehen. Diese liegen mitunter mehr als 3.000 Kilometer von den Brutgebieten entfernt.
Die Küken schlüpfen etwa Mitte Juli. Das Weibchen sucht mit den frisch geschlüpften Dunenküken zunächst ein Süßwassergewässer auf. In der Regel werden die Jungen von dem weiblichen Altvogel verlassen, noch bevor sie flügge sind.

## Nahrung
Scheckenten tauchen gut. Im Winterhalbjahr suchen sie häufig dicht aneinander gedrängt nach Nahrung und tauchen häufig in großen Scharen gleichzeitig. Von der Zeit, die sie mit der Nahrungssuche verbringen, entfallen achtzig Prozent auf Tauchgänge. Die übrige Zeit suchen sie gründelnd nach Nahrung. Sie bleiben in der Regel eine halbe Minute unter Wasser. Die Nahrung besteht aus Krebs- und Weichtieren; Muscheln werden bevorzugt. Der graue Schnabel weist einen weichen Rand auf, der dazu dient, Wirbellose vom Fels zu kratzen, oder im dunklen tiefen Wasser als Tastgerät eingesetzt wird.

## Scheckenten und Menschen

### Einfluss auf den Bestand
Die Gründe für die Populationsrückgänge, die seit einigen Jahrzehnten zu verzeichnen sind, sind bislang unzureichend wissenschaftlich untersucht. Scheckenten werden  bejagt, obwohl die Jagd auch in Russland auf diese Entenart nicht erlaubt ist. Für das Lena-Delta schätzt man, dass hier jährlich etwa 1.500 Scheckenten der illegalen Jagd zum Opfer fallen. Eine mögliche Ursache des Bestandrückgangs ist die zunehmende Nutzung dieser unwirtlichen Gegend durch den Menschen. Die Region wird vor allem auf ihre Öl- und Gasvorkommen untersucht. Eine potentielle Gefährdung für diese Entenart besteht in Ölunfällen, und dieses Risiko ist wegen der zunehmenden Erschließung ihres Lebensraumes gestiegen. Die anwachsende Besiedlung durch den Menschen in ihrem Lebensraum hat dazu geführt, dass die Anzahl an ihren Prädatoren wie großen Möwen sowie Raben und Krähen in dieser Region zugenommen hat. Auch der Fischfang stellt für die Scheckenten ein Problem dar, da sie sich gelegentlich in Fischereinetzen verfangen und ertrinken.

### Haltung in menschlicher Obhut
Scheckenten sind sehr bewegungsaktiv und werden wegen ihrer Anfälligkeit nur selten in Gehegen gehalten. Im Game Bird Center in Salt Lake City, USA, wurde ab Mitte der 1970er Jahre eine Zuchtgruppe aufgebaut. Dort gelang 1980 die Welterstzucht dieser Entenart. 1981 umfasste die Zuchtgruppe 30 Tiere, allerdings blieb der züchterische Erfolg immer sehr gering. In Europa hatte der britische Wildfowl Trust den Versuch einer Erhaltungszucht bereits in den 1960er Jahren unternommen und war über lange Zeit der einzige europäische Halter dieser Art. Hier blieb ein Zuchterfolg gänzlich aus. Die deutsche Erstzucht gelang 1997 einem Privathalter.